# Happy slapping
Happy slapping är ett fenomen där en person utsätts för misshandel medan brottet filmas av förövarnas medhjälpare, och videofilmen sedan delas. I modern variant, med mobiltelefoner som filmar, rapporterades fenomenet för första gången i London runt 2005.

### Fotnoter
1. ↑  Ulla Engberg (28 januari 2006). ”En filmar när andra slår”. Sydsvenskan. http://www.sydsvenskan.se/2006-01-28/en-filmar-nar-andra-slar--happy-slapping. Läst 1 september 2016.